# Saint-Léger (Pas-de-Calais)
Saint-Léger – miejscowość i gmina we Francji, w regionie Hauts-de-France, w departamencie Pas-de-Calais.
Według danych na rok 1990 gminę zamieszkiwały 392 osoby, a gęstość zaludnienia wynosiła 52 osób/km² (wśród 1549 gmin regionu Nord-Pas-de-Calais Saint-Léger plasuje się na 857. miejscu pod względem liczby ludności, natomiast pod względem powierzchni na miejscu 481.).